# Declaração de Princípios sobre Florestas
A Declaração de Princípios sobre Florestas, ou simplesmente Princípios sobre Florestas, é o nome informal dado à   Declaração oficial de princípios, sem força jurídica obrigatória, para um consenso global quanto à gestão, a conservação e o desenvolvimento sustentável de florestas de todos os tipos, um documento elaborado na Conferência das Nações Unidas sobre o Meio Ambiente e o Desenvolvimento (CNUMAD), informalmente conhecida como Cimeira da Terra ou Eco-92 Trata-se de um documento, sem força jurídica obrigatória, que faz uma série de recomendações para a conservação e o desenvolvimento sustentável florestal.
Na Cimeira da Terra, a negociação do documento complicou-se em função das demandas dos países em via de desenvolvimento, do Grupo dos 77, para o aumento da ajuda estrangeira, com o fim de pagar pela conservação das reservas florestais. Os países desenvolvidos opuseram-se a essas demandas, e o máximo que se pode negociar entre as partes foi um documento expressando objetivos, mas sem força jurídica.
O Processo de Montreal, também conhecido como o Grupo de Trabalho sobre Critérios e Indicadores para a Conservação e o Manejo Sustentável dos Bosques Temperados e Boreais, se iniciou em 1994 como resultado dos Princípios sobre Florestas.
Em 1995 estabeleceu-se um Grupo Intergovernamental sobre Florestas, em qualidade de órgão subsidiario da Comissão sobre o Desenvolvimento Sustentável das Nações Unidas.